# 曾江
曾江（英語：Kenneth Tsang Kong，1934年10月5日—2022年4月27日），原名曾貫一，人稱「Ken哥」，香港男演员。2015年憑藉《竊聽風雲3》奪得香港電影金像獎「最佳男配角」。他也是演員林翠的胞兄，藝人王馨平與陳山河的舅父。

## 生平

### 成長
曾江於1934年在上海出生，祖籍廣東香山吉大（今屬珠海市香洲區），另有兩名胞妹，父親為越南華僑商人，早年從香港至上海聖約翰大學就讀，其有兩兄弟在上海讀完書後都回到香港發展，剩父親繼續在上海經商。他的外祖父是大清第二批接受外國教育的留學生鄭桓，外曾祖父是清末駐美國公使梁誠。由於父親在上海經商關係，曾江早年生活於舊上海，並以寄宿生的身分就讀於廣州嶺南學校上海分校的小學部與中學部；1948年，他在逃港潮的背景下隨家人正式定居香港，並住於香港島中西區鄰近香港大學的巴丙頓道12號的大宅內（此前由於父親兄弟親戚皆住此大宅，曾江與家人不時來港探訪。）。定居香港以後，他先是入讀嶺南中學，再轉讀香港華仁書院下午班；1952年，完成中三課程的曾江被校方安排到同年遷至旺角的九龍分校上學，並在1954年畢業於九龍華仁書院中五年級。他的讀書成績自幼不夠理想，曾於嶺南中學就學期間偷入教員室拿取歷史科試卷；轉學至華仁書院之後，他了解到文字分析的重要性，便開始發奮圖強。在校期間，他不僅參加網球、足球及籃球等校隊活動，還認識足球教練黃興桂，更在九龍分校的聖依納爵小堂受洗成為天主教徒。
1956年左右，曾江前往美國德薩斯州就讀高中，並在首個學期已考獲第一名和獎學金。老師問他將來想讀甚麼學系，曾江起初回答想讀醫學；然而他仔細考慮後，認為長期背誦醫理沒有趣味，行醫過程也需要面對屍體，因此放棄從醫念頭；他遂反問老師應該讀甚麼適合自己的學系；老師留意到他所畫的聖誕卡畫得漂亮，於是建議他讀繪畫藝術或建築；老師還把他達4.0的成績平均績點成績交予大學校方，結果有數間大學都打算取錄他，包括麻省理工學院、哈佛大學等。曾江最後選擇與親戚居住在加利福尼亞州，加上自己怕冷而希望留在美國西岸讀書、曾在加州唐人街附近逗留兼存有良好印象等緣故，令他決定入讀加州大學柏克萊分校建築系。
1961年畢業後，由於曾江不敢確定自己是否擅長於推銷建築設計方案，加上美國建築公司之間競爭激烈，因而沒有在美國建築界逗留，轉為返回香港發展事業、踏足本地建築領域。在他任職建築師的三年期間，沒有一項屬於自己的作品被採立為真實建築設計，只花時間建構建築繪圖。不過其中一個設計概念可見於位於九龍上海街的樓宇。

### 投身演藝
曾江讀中五時已參演電影。同學曾邀請他演出粵劇，但他礙於沒有信心而沒有真正參與其中。另一方面，拍攝電影可以賺錢的想法卻成為他嘗試從影的主因。曾江在1950年代只拍攝了兩齣電影；基於覺得自己的演技差，像「木頭人」，無法長久地於娛樂圈生存，所以選擇負笈美國。直至有一天朋友找他拍攝電影，他認為當下的建築師工作沉悶，且有了數年社會經驗，便在1964年抱著玩耍心態重回演藝圈。
往後曾江先後簽約邵氏和電懋。他於1960年代的香港粵語片中演出數百部電影，多與雪妮雙雙演出。1969年及1970年獲《華僑晚報》頒發十大明星金球獎（影劇）。
至1970年代起，曾江加入電視圈出演電視劇集，曾先在香港電台、佳藝電視，後來倒閉至轉投麗的電視（包括易名亞洲電視）；至1981年加入無綫電視。同時應香港話劇團邀請參演話劇/舞台劇。1983年於無綫武俠劇《射雕英雄傳》中飾演「黃藥師」一角，而後亦在吳宇森的一系列電影中飾演各種配角。
在1995年，曾江到新加坡為新加坡電視機構（「新視」）拍攝電視劇《潮州家族》期間，因怒罵同劇演員蠢而被十多名當地演員聯合抵制。由於英文流利，自1998年起參演不少荷里活電影，包括《血仍未冷》、《新鐵金剛之不日殺機》、《安娜與國王》、《火拼時速2》、《藝伎回憶錄》等。後來於2015年，他憑《竊聽風雲3》奪得第34屆香港電影金像獎「最佳男配角」。2019年獲美國芝加哥第九屆亞洲躍動影展頒發「終身成就獎」。此前曾在2014年獲得第13届華鼎獎「全國觀眾最喜愛的影視明星獎」。除了幕前演出，曾江也參與過舞台劇公演。其中憑劇目《德齡與慈禧》「榮祿」一角奪得2006至2007年度第十六屆香港舞台劇獎「最佳男配角（悲劇/正劇）」獎項。近年則參演電影與中國大陸電視劇集。
他亦是最長壽電視廣告之一「美源髮采」的主角。廣告拍攝於1976年，之後四十多年一直在電視播放。惟廣告商當年已經「賣斷」播放權給廣告公司，致使廣告播放四十多年，曾江亦不能多獲一分錢。直到2022年曾江逝世後，這廣告才不再在電視播放。

### 逝世
2022年4月10日，曾江獨自由香港取道新加坡前往馬來西亞旅遊，並於臉書分享行程；他在途中遇見當地文化人及專欄作家蔡興隆，隨後以食客身份低調到訪柔佛居銮各處小販中心、食閣、冰室及咖啡店，並與攤販合影留念。
2022年4月25日，曾江旅行完畢，從新加坡獨自回港，並於防疫酒店九龍酒店隔離檢疫。4月26日晚，他致電次女曾慕雪表示心口翳悶及痛楚，其女婿即時拿藥物到酒店，並要求酒店員工代為交給曾江。4月27日早上，曾慕雪致電其父時，因電話無人接聽而請酒店職員前往查看。由於無人應門，其家人要求酒店開門，但曾江屬隔離人士，因此酒店需要聯絡衛生署後才能開門。其後於同日中午12時許，酒店職員發現他倒臥在房間內昏迷不醒，警員及救護員到場後證實他不治，享壽87歲。此前曾江進行新冠病毒快速抗原測試，結果為陰性。事件令人關注香港檢疫安排應有「人情味」，如疫情緩和應容許長者居家檢疫，或准親屬入住酒店陪伴照顧。
為悼念曾江，香港及新加坡各大電視台紛紛播出特備節目或其參演作品。無綫電視翡翠台以《桃花影落別曾江》名義，於2022年4月30日晚上11時55分及5月1日凌晨12時分兩次重播曾江為該台拍攝的最後一個節目《4個小生去旅行》，每晚連播五集；後於5月1日下午1時15分重播1966年粵語片《女黑俠木蘭花》，5月7日晚上則重播2017年香港電影《追龍》。香港開電視以《永遠懷念曾江》名義，於5月1日晚上9時重播1991年香港電影《縱橫四海》。有線電視於5月2日晚上8時45分重播1991年香港電影《跛豪》。ViuTV於4月30日晚上9時30分，在《週六好戲勢》時段重播曾江獲頒第34屆香港電影金像獎最佳男配角獎項的2014年香港電影《竊聽風雲3》。新傳媒8頻道於4月30日晚上10時30分，在《周六戏院》時段重播1991年香港電影《縱橫四海》的華語譯製版。

## 個人生活
曾江結過三次婚。他的第一任妻子是來自馬來西亞檳城的馬戲團團員藍娣（張萊娣）。二人結緣於妹夫秦劍執導電影《大馬戲團》，邀請了藍氏來港參演。曾藍於1969年成婚，1979年仳離。婚後育有一名長子曾世源。離婚後長子跟隨藍氏生活，並定居於加拿大溫哥華。曾江及後在1980年迎娶知名模特、電台DJ及專欄作家鄧拱璧，但婚姻維持至1990年結束；二人育有次女曾慕雪。他不久認識了當時守寡的台灣女演員焦姣，於1994年在新加坡結成夫妻直至自己去世。
在藝術方面，他曾於西班牙定居兩至三年，並在當地學習繪畫。

## 軼事
曾江曾接受母校九龍華仁書院校刊《華暉》訪問，他認為中國人不會掌握正確的思考方法，只着重記憶背誦，分析能力較弱，以致管理層的職位往往由洋人出任。再者，他認為中國人做事每每太主觀，角度太狹窄，不懂也不肯了解他人、接受他人的意見以及跟別人合作。他認為學生們不應只懂把書本知識死記硬背，而應該把所學融會貫通，亦應多接觸不同階層不同類型的人物，從而刺激思維，訓練獨立思考的能力。他也寄語學生應多聽取別人的提議，再加以細心分析思考，從而嘗試解決問題，不斷求進。至於香港演藝，曾江認為其中一個主要問題出於觀眾。他認為香港觀眾普遍缺乏對影視作品的藝術鑑賞能力及藝術意識，既不懂如何欣賞一位演員的演技和戲劇表現，也對劇本毫無要求。就此，曾江歸咎於香港的物質生活太充裕，香港人普遍來說只顧沉溺於物質和感官享樂，遂忽略了精神生活，一些有意義有內涵的戲劇作品亦因而遭市場淘汰。
2015年，曾江曾與謝賢、胡楓及Joe Junior一同參與主持無綫電視旅遊節目《4個小生去旅行》。其後，於節目記者會傳媒訪問期間，謝賢突指曾江在拍攝節目期間全程需要用拐杖助行，而到了拍攝第四天，更因為騎越野車發生意外導致流鼻血達四小時並需即時入院，隨後曾江須坐輪椅去完成拍攝，諸此事件令謝賢質疑曾江「扮嘢」，更於記會上當眾襲擊曾江並誤摑欲勸阻之胡楓。 然而，2018年，謝曾二人證實襲擊事件純粹是無綫電視主導之宣傳技倆，二人並皆強調彼此為多年好友，經常相約聚餐。
從1976至2017年（42歲至75歲），曾江一直是美源髮采廣告代言人，所以即使他的頭髮早已變得蒼白，都因該產品而染黑頭髮。

## 演出作品
*以下列表只記錄曾江演出過的電影及電視劇作品，若有遺漏，請協助補充相關資料。

### 電影

#### 1950年-1979年
| 年份   | 剧名                    | 角色          | 备注                                |
| ------ | ----------------------- | ------------- | ----------------------------------- |
| 1955年 | 同林鳥                  | 張祖儀        | 尤敏 合演                           |
| 1956年 | 那個不多情(上下集)      | 曾嘉樹        | 鍾情、李芳菲 合演                   |
| 1962年 | 那個不多情(續集)        | 曾嘉樹        | 鍾情、李芳菲 合演                   |
| 1964年 | 大馬戲團                | 韓英傑        | 林鳳 合演                           |
| 1965年 | 糊塗女偵探              | 本達          | 林翠、龍剛 (導演)、王偉 (演員) 合演 |
| 1965年 | 老夫子                  | 飛仔          | 雪妮、張清 合演                     |
| 1965年 | 玉女英魂(上集)          | 胡人龍        | 陳寶珠 合演                         |
| 1965年 | 無字天書                | 白狼 崔無妄   | 雪妮、陳寶珠、石堅 合演             |
| 1965年 | 玉女英魂(下集)          | 胡人龍        | 陳寶珠 合演                         |
| 1966年 | 女黑俠木蘭花            | 高翔          | 雪妮 合演                           |
| 1966年 | 金鼎游龍                | 龍三公子      | 陳寶珠、雪妮 合演                   |
| 1966年 | 金鼎游龍勾魂令          | 龍三公子      | 陳寶珠、雪妮 合演                   |
| 1966年 | 女黑俠木蘭花血戰黑龍黨  | 高翔          | 雪妮 合演                           |
| 1967年 | 黑白飛天貓              | 飛天黑貓 楊克 | 陳寶珠 合演                         |
| 1967年 | 少女情                  | 李大偉        | 南紅、蕭芳芳、朱江 合演             |
| 1967年 | 黃飛鴻虎爪會群英        | 凌雲楷        | 關德興 合演                         |
| 1967年 | 蓬門淑女                | 舒威廉        | 蕭芳芳、鄧光榮 合演                 |
| 1967年 | 碧眼魔女                | 金手書生      | 雪妮 合演                           |
| 1967年 | 玉女的秘密              | 唐嘉杰        | 陳寶珠 合演                         |
| 1967年 | 嬌妻                    | 黃耀華        | 南紅、胡楓 合演                     |
| 1967年 | 旺財嫂                  | 阿牛          | 陳寶珠 合演                         |
| 1967年 | 殺手粉紅鑽              | 陸定邦        | 蕭芳芳 合演                         |
| 1967年 | 女賊金燕子              | 王維恭        | 陳寶珠 合演                         |
| 1967年 | 漁港恩仇                | 李大龍        | 陳寶珠 合演                         |
| 1967年 | 小媳婦                  | 阿泉          | 陳寶珠 合演                         |
| 1967年 | 大師姐                  | 雷浩然        | 陳寶珠 合演                         |
| 1967年 | 那個少女不多情          | 柳夢龍        | 薛家燕 合演                         |
| 1967年 | 女黑俠威震地獄門        | 高翔          | 雪妮 合演                           |
| 1967年 | 姐姐的情人              | 張偉明        | 薛家燕、尹芳玲 合演                 |
| 1967年 | 天劍絕刀                | 黃榮          | 陳寶珠、雪妮 合演                   |
| 1967年 | 貓眼女郎                | 薛邦          | 陳寶珠 合演                         |
| 1968年 | 武林三鳳(上集)          | 諸葛寬        | 雪妮 合演                           |
| 1968年 | 小五義大破銅網陣        | 艾虎          | 張英才、朱江、雪妮 合演             |
| 1968年 | 歌女白蘭花              | 小陳          | 艾黎 合演                           |
| 1968年 | 黃飛鴻肉搏黑霸王        | 凌雲楷        | 關德興 合演                         |
| 1968年 | 紅花血劍                | 江帆青        | 雪妮、李居安 合演                   |
| 1968年 | 天劍絕刀(大結局)        | 黃榮          | 陳寶珠、雪妮 合演                   |
| 1968年 | 鎖著的新娘              | 江海峰        | 蕭芳芳、姜中平 合演                 |
| 1968年 | 藍色酒店                | 麥占美        | 雪妮 合演                           |
| 1968年 | 紫色風雨夜              | 江志威        | 謝賢、南紅、蕭芳芳 合演             |
| 1968年 | 神鞭俠                  | 部青華        | 關德興 合演                         |
| 1968年 | 奪魄幽靈                | 志平          | 蕭芳芳 合演                         |
| 1968年 | 如來神掌劈魔平九派      | 柳靜          | 雪妮 合演                           |
| 1968年 | 黃飛鴻醉打八金剛        | 凌雲楷        | 關德興、石堅 合演                   |
| 1968年 | 黃飛鴻拳王爭霸          | 凌雲楷        | 關德興 合演                         |
| 1968年 | 毒龍刀                  | 江帆青        | 雪妮、李居安 合演                   |
| 1968年 | 武林大決鬥              | 范清          | 雪妮 合演                           |
| 1968年 | 武林三鳳(大結局)        | 諸葛寬        | 雪妮 合演                           |
| 1968年 | 黃飛鴻威震五羊城        | 凌雲楷        | 關德興、石堅 合演                   |
| 1968年 | 多情妙賊 (鑽石艷盜)     | 曾大強        | 陳寶珠 合演                         |
| 1968年 | 神弓                    | 張起鵬        | 雪妮、狄娜 合演                     |
| 1968年 | 青春歌后                | 李維漢        | 薛家燕 合演                         |
| 1968年 | 黃飛鴻醒獅獨霸梅花樁    | 凌雲楷        | 關德興 合演                         |
| 1968年 | 奪命刀                  | 沈天雁        | 雪妮 合演                           |
| 1968年 | 天狼寨                  | 狄龍子        | 陳寶珠、雪妮、張英才 (演員) 合演    |
| 1968年 | 如來神掌再顯神威        | 柳靜          | 雪妮 合演                           |
| 1969年 | 聰明太太笨丈夫          | 李志光        | 張清、狄娜 合演                     |
| 1969年 | 天龍堡                  | 敖四海        | 馮寶寶、薛家燕 合演                 |
| 1969年 | 七彩姑娘十八一朵花      | 李海英        | 陳寶珠、張清、沈殿霞 合演           |
| 1969年 | 名劍天驕 (奔雷劍)       | 孟秀石        | 李琳琳 合演                         |
| 1969年 | 冷暖青春                | 周海杰        | 南紅 合演                           |
| 1969年 | 鐵髮紅姑                | 龍世杰        | 雪妮、秦沛 合演                     |
| 1969年 | 飛賊白菊花              | 白菊花晏飛    | 雪妮、康威 合演                     |
| 1969年 | 三招了                  | 黃俊成        | 馮寶寶 合演                         |
| 1969年 | 七彩天堂                | 何杰臣        | 李紅 合演                           |
| 1969年 | 峨嵋霸刀                | 趙霸天        | 蕭芳芳、石堅、沈芝華 合演           |
| 1969年 | 黃飛鴻虎鶴鬥五狼        | 凌雲楷        | 關德興 合演                         |
| 1969年 | 浪子佳人                |               | 謝賢、蕭芳芳 合演                   |
| 1969年 | 雌雄妙賊                | 張偉文        | 蕭芳芳 合演                         |
| 1969年 | 艷俠紅玫瑰              | 阿江          | 陳寶珠、張儀 合演                   |
| 1969年 | 相思甜如蜜              | 唐志雄        | 陳寶珠 合演                         |
| 1969年 | 小武士                  | 上官雄        | 馮寶寶 合演                         |
| 1969年 | 飛女正傳                | 杜樹仁        | 蕭芳芳 龍剛 合演                    |
| 1969年 | 玉女劍                  | 金中宇        | 陳寶珠、陳好逑 合演                 |
| 1969年 | 黃飛鴻神威伏三煞        | 凌雲楷        | 關德興 合演                         |
| 1969年 | 黃飛鴻巧奪鯊魚青        | 凌雲楷        | 關德興 合演                         |
| 1969年 | 黃飛鴻浴血硫磺谷        | 凌雲楷        | 關德興 合演                         |
| 1969年 | 七彩紅男綠女            | 薛佐治        | 薛家燕、胡楓、苗嘉麗 合演           |
| 1969年 | 奪命雌雄劍              | 何天生        | 雪妮 合演                           |
| 1969年 | 媽媽要我嫁              | 孫國威        | 蕭芳芳、薛家燕 合演                 |
| 1969年 | 血羅巾                  | 凌雲翼        | 薛家燕、雪妮 合演                   |
| 1970年 | 蔡李佛勇擒色魔          | 雄            | 薛家燕 合演                         |
| 1970年 | 昨天今天明天            | 周處長        | 薛家燕 合演                         |
| 1970年 | 不敢回家的少女          | 郭彼德        | 薛家燕 合演                         |
| 1970年 | 總有一天捉到你          | 王大維        | 陳寶珠、薛家燕 合演                 |
| 1970年 | 嫁衣                    | 唐天賜        | 陳寶珠、薛家燕 合演                 |
| 1970年 | 青春頌                  |               | 苗嘉麗 合演                         |
| 1970年 | 飛劍神童                |               | 馮寶寶 合演                         |
| 1970年 | 我永遠記著你 (迷你姑娘) | 姚國基        | 陳寶珠、胡楓 合演                   |
| 1970年 | 獨掌震龍門              | 辛劍釗        | 蕭芳芳 合演                         |
| 1970年 | 小金剛                  | 蓋一虎        | 馮寶寶、石堅 合演                   |
| 1970年 | 飛鳳狂龍                |               | 陳寶珠 合演                         |
| 1970年 | 聚寶盆                  |               | 金川、周萱 合演                     |
| 1971年 | 昨夜夢魂中              |               | 胡燕妮 合演                         |
| 1971年 | 淘氣姑娘                |               | 甄珍、湯蘭花 合演                   |
| 1971年 | 黑白道                  | 解飛          | 王羽、上官靈鳳 合演                 |
| 1971年 | 門當戶對                |               | 湯蘭花、柯俊雄 合演                 |
| 1971年 | 淘氣夫妻                |               | 甄珍、湯蘭花 合演                   |
| 1971年 | 窄梯                    |               | 甄珍、胡燕妮、謝賢 合演             |
| 1971年 | 輕                      |               |                                     |
| 1973年 | 福祿壽遊南洋            |               | 狄娜 合演                           |
| 1973年 | 石破天驚                |               | 于洋、歐陽佩珊 合演                 |
| 1973年 | 應召女郎                |               | 陳萍、李修賢 合演                   |
| 1973年 | 搖錢樹                  |               | 孟莉 (香港)、陳浩 合演              |
| 1974年 | 天天報喜                |               |                                     |
| 1974年 | 天堂                    |               | 梁醒波 合演                         |
| 1974年 | 一山五虎                |               | 陳惠敏 合演                         |
| 1975年 | 二世祖                  |               | 丁珮、梁蘭思 合演                   |
| 1975年 | 晨星                    |               | 許珊、秦漢 合演                     |
| 1975年 | 十三不搭                |               | 葉楓、關山 合演                     |
| 1976年 | 未了緣                  | 黃逸斌        | 蕭芳芳 合演                         |
| 1976年 | 香港式離婚              |               | 恬妮 合演                           |
| 1978年 | 茄哩啡                  | 丁驄          | 伊雷、陳玉蓮 合演                   |
| 1979年 | 瘋劫                    | 探員          | 萬梓良、趙雅芝 合演                 |

#### 1980年-1999年
| 年份   | 剧名                     | 角色                    | 备注                                                                              |
| ------ | ------------------------ | ----------------------- | --------------------------------------------------------------------------------- |
| 1982年 | 大鱷                     |                         | 黃元申、白鷹 合演                                                                 |
| 1982年 | 野蜜桃                   | Stephen                 | 盧國雄、陳莉莉 合演                                                               |
| 1983年 | 狂情                     | 趙子龍                  | 新藤惠美 合演，三级片，在片中扮演强奸新藤惠美的黑帮老大，有大量全裸露点激情戏份。 |
| 1986年 | 刀馬旦                   | 軍閥曹將軍              | 林青霞 合演                                                                       |
| 1986年 | 英雄本色                 | 堅叔                    | 周潤發、狄龍合演                                                                  |
| 1987年 | 英雄本色II               | 堅叔                    | 周潤發、狄龍合演                                                                  |
| 1988年 | 流金歲月                 | 李先生                  | 張曼玉、鍾楚紅 合演                                                               |
| 1989年 | 我在黑社會的日子         | 陳探長                  | 周潤發 合演                                                                       |
| 1989年 | 福星闖江湖               | 堅叔                    | 客串                                                                              |
| 1989年 | 壯志雄心                 | 曾Sir                   | 客串                                                                              |
| 1989年 | 喋血雙雄                 | 老曾                    | 周潤發、李修賢 合演                                                               |
| 1989年 | 警察也移民               |                         | 鄧浩光、陳欣健合演                                                                |
| 1989年 | 說謊的女人               | Edward Sung             |                                                                                   |
| 1990年 | 小男人週記 II 錯在新宿   | 曾先生                  | 鄭丹瑞、關之琳合演                                                                |
| 1990年 | 都市煞星                 | 蚊叔                    | 張學友、譚耀文、王祖賢合演                                                        |
| 1990年 | 祝福                     | 周偉才                  | 鄭裕玲、葉蘊儀合演                                                                |
| 1991年 | 縱橫四海                 | 砵仔糕養父              | 周潤發、張國榮、鍾楚紅合演                                                        |
| 1991年 | 跛豪                     | 雷覺天                  | 呂良偉 、鄭則仕合演                                                               |
| 1991年 | 何日君再來               | 吳先生                  | 梅艷芳、梁家輝、吳家麗合演                                                        |
| 1992年 | 警察故事3：超级警察      | 冠猜霸                  | 成龍、楊紫瓊、元華合演                                                            |
| 1992年 | 廟街十二少               | 森哥                    | 客串                                                                              |
| 1992年 | 阿二一族                 |                         | 陳友、鄭裕玲 合演                                                                 |
| 1992年 | 夜夜伴肥嬌               | 黃國榮                  | 陳友、吳君如 合演                                                                 |
| 1993年 | 郎心如鐵                 | 警官(客串)              | 吳家麗、李麗珍 合演                                                               |
| 1993年 | 千王情人                 | 博士 Dr. Wong(老千首領) | 劉嘉玲、梁家輝 合演                                                               |
| 1993年 | 決戰天門                 | 陳教授                  | 胡慧中 合演                                                                       |
| 1993年 | 赤脚小子                 | 喀和布                  | 郭富城 合演                                                                       |
| 1994年 | 錦繡前程                 | 大老闆周生              | 張國榮、關芝琳 合演                                                               |
| 1997年 | 抱擁朝陽                 | 郭 Uncle                | 袁詠儀、林子祥 合演                                                               |
| 1998年 | 美少年之戀               | Sam 父                  | 吳彥祖 合演                                                                       |
| 1998年 | 血仍未冷 The Replacement | Terence Wei             | 周潤發 合演                                                                       |
| 1998年 | 碧血藍天                 | 龍叔                    | 趙文卓、舒淇 合演                                                                 |
| 1999年 | 安娜與國王               | Justice Phya Phrom      | 美國電影                                                                          |

#### 2000年至2023年
| 年份   | 剧名                     | 角色               | 备注                                                       |
| ------ | ------------------------ | ------------------ | ---------------------------------------------------------- |
| 2000年 | 刀手                     | 公子               | 陳小春、雷宇揚合演                                         |
| 2001年 | 火拼時速2                | 錢警長             | 美國電影 片名Rush Hour 2                                   |
| 2001年 | 常在我心                 | 君兒的父親         | 陳奕迅、蔡卓妍 合演                                        |
| 2001年 | 狂野丈夫                 | 何天光             | 馮寶寶 合演                                                |
| 2002年 | 天脈傳奇                 | 平                 | 楊紫瓊 合演                                                |
| 2002年 | 007：誰與爭鋒            | 文將軍（北韓將領） | 詹姆士·龐德系列電影 片名Die Another Day                    |
| 2004年 | 蝴蝶                     | 蝶父               | 何超儀、田原、葛民輝 合演                                  |
| 2004年 | 六壯士                   | 劉先生             | 鄭伊健、林子祥 合演                                        |
| 2004年 | 桃色                     |                    | 章小蕙、松坂慶子 合演                                      |
| 2005年 | 藝伎回憶錄               | General            | 美國電影 片名Memoirs of a Geisha                           |
| 2006年 | 東京審判                 | 向哲浚             | 劉松仁 合演                                                |
| 2007年 | 戰鼓                     | 幫會老大老馬       | 房祖名 合演                                                |
| 2007年 | 追捕                     | 旺哥               |                                                            |
| 2008年 | 功夫灌籃                 | 王億萬             | 周杰倫、曾志偉 合演                                        |
| 2009年 | 刺陵                     | 屠老大             | 周杰倫 合演                                                |
| 2009年 | 淚王子                   | 劉將軍             | 張孝全、關穎合演                                           |
| 2010年 | 財神到                   | 梁先生             | 譚詠麟 合演                                                |
| 2010年 | 被出賣的台灣             | General Tse        | 美國電影 片名Formosa Betrayed                              |
| 2010年 | 東風雨                   | 寓公               |                                                            |
| 2011年 | 竊聽風雲2                | 黃世同             | 古天樂、劉青雲、吳彥祖 合演                                |
| 2011年 | 形影不離                 | 王總               |                                                            |
| 2011年 | 星空                     | 小美爺爺           | 徐嬌、劉若英 合演                                          |
| 2012年 | 飲食男女：好遠又好近     | 唐士哲             |                                                            |
| 2012年 | 商戰                     | Victor Chang       | 吳耀漢、Linus Roache、Derek Ting 合演                      |
| 2014年 | 竊聽風雲3                | 陸瀚濤             | 古天樂、劉青雲、吳彥祖 合演                                |
| 2014年 | 我們畢業的夏天           | 校園資方大BOSS     | 吳建飛 合演                                                |
| 2014年 | 黎明之眼                 | 黃子謙             |                                                            |
| 2015年 | 媽咪侠                   | 阿愛的父親         | 馮寶寶、蔡瀚億、邵音音合演                                 |
| 2015年 | 激战黎明                 | 村長               |                                                            |
| 2016年 | 斗地主传奇之雙王之王     |                    | 網絡電影                                                   |
| 2016年 | 寒戰II                   | 李樹棠             | 郭富城、梁家輝、彭于晏合演                                 |
| 2016年 | 江湖侠客令之群侠归来     |                    | 網絡電影                                                   |
| 2016年 | 爱上试睡师               | 聶遠山             |                                                            |
| 2017年 | 追龍                     | 周爵士             | 劉德華、王芊予                                             |
| 2017年 | 宝贝特攻                 | 老骆驼             |                                                            |
| 2017年 | 你是我兄弟之牌王         | 刀叔               | 網絡電影                                                   |
| 2018年 | 唐人街探案2              | 七叔               |                                                            |
| 2018年 | 我是你妈                 | 秦振华             |                                                            |
| 2018年 | 恐怖快递                 | 教授               |                                                            |
| 2019年 | 朝花夕拾．芳華絕代       | 夜總會老闆         |                                                            |
| 2019年 | 大明诡事录               | 趙辰               | 網絡電影                                                   |
| 2020年 | 幸福的滋味               |                    | 電視電影                                                   |
| 2020年 | 三重身份                 | 熊运昌             | 網絡電影                                                   |
| 2021年 | 超级的我                 | 算命先生           |                                                            |
| 2021年 | 日常幻想指南             | 老爷车             |                                                            |
| 2021年 | 一級指控                 | 曾國山             | 廖啟智、方中信、陳家樂、譚耀文、鮑起靜、張松枝、張建聲合演 |
| 2022年 | 邊緣行者                 |                    | 曾江電影遺作之一                                           |
| 2022年 | 青面修罗                 | 柴勝               | 網絡電影，曾江電影遺作之二                                 |
| 2022年 | 天之書                   |                    |                                                            |
| 2023年 | 畫魔人                   |                    | 曾江電影遺作之一                                           |
| 2024年 | 源生罪                   | 林堅               | 曾江電影遺作之三                                           |
| 待上映 | 香港愛情故事．荷里活電影 |                    | 曾江電影遺作之四                                           |

### 電視劇

#### 香港電台
| 年份           | 剧名                              | 角色   | 备注                               |
| -------------- | --------------------------------- | ------ | ---------------------------------- |
| 1972年－1978年 | 《獅子山下》                      | 高定天 | 首部參與演出的香港電台電視劇集     |
| 2011年         | 《廉政行動2011》 - 單元五〈私症〉 | 恭維廉 | 最後一部參與演出的香港電台電視劇集 |

#### 佳藝電視
| 年份   | 剧名           | 角色   |
| ------ | -------------- | ------ |
| 1976年 | 《射鵰英雄傳》 | 郭嘯天 |
| 1976年 | 《神鵰俠侶》   | 趙志敬 |
| 1976年 | 《明星》       |        |

#### 麗的電視/亞洲電視
| 年份   | 剧名                           | 角色   |
| ------ | ------------------------------ | ------ |
| 1979年 | 《大白鯊》                     | 馬卓漢 |
| 1979年 | 《俠盜風流》                   | 宮冰雁 |
| 1980年 | 《湖海爭霸錄》                 | 高天遠 |
| 1980年 | 《浪濺長堤》                   | Jo鮑   |
| 1980年 | 《彩雲深處》                   | 陳煥然 |
| 1981年 | 《遊俠張三豐》                 | 司空絕 |
| 2000年 | 《美麗傳說》                   | 雷澤東 |
| 2001年 | 《非常好警》                   | 唐健生 |
| 2001年 | 《縱橫天下》                   | 羅錦新 |
| 2005年 | 《大冒險家》                   | 范根   |
| 2006年 | 《義無反顧》                   | 張海滔 |
| 2008年 | 《火蝴蝶》                     | 章守仁 |
| 2010年 | 《勝者為王》（新視線集團製作） | 雷 亮  |

#### 無綫電視
| 年份   | 剧名                     | 角色                                    |
| ------ | ------------------------ | --------------------------------------- |
| 1981年 | 《女黑俠木蘭花》         | 程無悔                                  |
| 1982年 | 《錯結良緣》             | 樂子揚                                  |
| 1982年 | 《戲班小子》             | 譚西敏                                  |
| 1982年 | 《星塵》                 | 江繼祖                                  |
| 1982年 | 《萬水千山總是情》       | 阮庭進                                  |
| 1982年 | 《荊途》                 | 呂世華                                  |
| 1983年 | 《播音人》               | 甄家傑                                  |
| 1983年 | 《天降財神》             | 張紹新                                  |
| 1983年 | 《射鵰英雄傳之東邪西毒》 | 黃藥師                                  |
| 1983年 | 《射鵰英雄傳之華山論劍》 | 黃藥師                                  |
| 1983年 | 《神鵰俠侶》             | 黃藥師                                  |
| 1983年 | 《冤鬼再見》             | 林達庭                                  |
| 1984年 | 《笑傲江湖》             | 岳不群                                  |
| 1984年 | 《鹿鼎記》               | 陳近南                                  |
| 1984年 | 《香江花月夜》           | 喬老六                                  |
| 1984年 | 《信是有緣》             | 范信之                                  |
| 1984年 | 《好女當差》             | 楊森                                    |
| 1985年 | 《錯體姻緣》             | 古吉祥                                  |
| 1985年 | 《碧血劍》               | 袁崇煥                                  |
| 1985年 | 《雪山飛狐》             | 田歸農/田安豹                           |
| 1985年 | 《挑戰》                 | 國柱                                    |
| 1985年 | 《大香港》               | 陸海                                    |
| 1985年 | 《大廈》                 | 許生                                    |
| 1985年 | 《新紮師兄續集》         | 廉署總調查主任（客串）                  |
| 1985年 | 《楊家將》               | 玉皇大帝                                |
| 1985年 | 《夜驚魂》               | 節目主持                                |
| 1986年 | 《執位夫妻》             | 成家立                                  |
| 1986年 | 《愛情全盒》             | 麥佳                                    |
| 1986年 | 《狄青》                 | 宋仁宗                                  |
| 1986年 | 《倚天屠龍記》           | 謝遜                                    |
| 1986年 | 《神劍魔刀》             | 白奉天                                  |
| 1986年 | 《神勇CID》              | 周權                                    |
| 1986年 | 《小島風雲》             | 焦濟夫                                  |
| 1987年 | 《大城小子》             | 谷永祥                                  |
| 1987年 | 《生命之旅》             | 車宗持                                  |
| 1988年 | 《誓不低頭》             | 陸國榮                                  |
| 1988年 | 《無名火》               | 郭鷹揚                                  |
| 1988年 | 《風流父子兵》           | 游海                                    |
| 1989年 | 《千外有千》             | 屈小豪                                  |
| 1989年 | 《天變》                 | 慕容不凡                                |
| 1989年 | 《連城訣》               | 丁典                                    |
| 1989年 | 《無冕急先鋒》           | 歐冠豪                                  |
| 1990年 | 《我本善良》             | 齊喬正                                  |
| 1990年 | 《朝陽》                 |                                         |
| 1990年 | 《天若有情》             | 魯大海                                  |
| 1991年 | 《大家族》               | 蔣文山                                  |
| 1992年 | 《大賭場》               | 蔡炳強                                  |
| 1992年 | 《大時代》               | 龍成邦                                  |
| 1993年 | 《馬場大亨》             | 李奇                                    |
| 1993年 | 《少年五虎》             | 譚來旺                                  |
| 1994年 | 《廉政行動1994》         | Gordon                                  |
| 1997年 | 《真情》                 | 李標漢（1997年加入 - 第四百二十九集起） |
| 1999年 | 《非常保鑣》             | 紀中南                                  |

#### ViuTV
| 年份   | 剧名                      | 角色 | 备注                              |
| ------ | ------------------------- | ---- | --------------------------------- |
| 2016年 | 《瑪嘉烈與大衛系列 綠豆》 | 趙勇 | 唯一一部參與演出的ViuTV自製劇集。 |

#### 電視電影
| 年份   | 剧名           | 角色   |
| ------ | -------------- | ------ |
| 1984年 | 少婦情懷總是痴 | 尤成就 |
| 1987年 | 男人四十       | 阿湯   |
| 1988年 | 諜血黃埔灘     | 楊喬治 |
| 1988年 | 疊戀           | Ben    |
| 1988年 | 假面           | 霍紹宗 |
| 1992年 | 羣星會         | 客串   |
| 1993年 | 死角           | 王達龍 |

### 其他
| 年份   | 剧名                   | 角色                            | 备注                                                                                          |
| ------ | ---------------------- | ------------------------------- | --------------------------------------------------------------------------------------------- |
| 1978年 | 《ICAC》               | 單元四：陳立志 單元七：警署署長 | 廉政公署劇集                                                                                  |
| 1981年 | 《廉政先鋒》           | 陳定邦                          | 廉政公署劇集                                                                                  |
| 1985年 | 《廉政先鋒第二輯》     | 陳定邦                          | 廉政公署劇集                                                                                  |
| 1995年 | 《潮州家族》           | 蔡慶陽                          | 新加坡電視機構                                                                                |
| 1996年 | 《花幟》               | 喬繼琛                          |                                                                                               |
| 1998年 | 《衛斯理傳奇》         | 白老大 (白素父)                 | 新加坡電視機構                                                                                |
| 2002年 | 《齊天大聖孫悟空》     | 玉帝                            | 一元工作室劇集                                                                                |
| 2002年 | 《流星花園II》         | 高爺爺                          |                                                                                               |
| 2007年 | 《奉子成婚I》          | 帕特力．司徒                    | 新傳媒                                                                                        |
| 2008年 | 《奉子成婚II》         | 帕特力．司徒                    | 新傳媒                                                                                        |
| 2010年 | 《大城市小浪漫》       | 秦老                            |                                                                                               |
| 2011年 | 《傳奇之王》           | 莊禮敦                          |                                                                                               |
| 2013年 | 《武林猛虎》           | 李瑾忠                          | 北京金天地影視文化有限公司                                                                    |
| 2013年 | 《玲瓏局》             | 额爾沁                          | 北京華宇星辰影视傳媒有限公司                                                                  |
| 2013年 | 《女人要过好日子》     | 杨为清                          |                                                                                               |
| 2013年 | 《愛情悠悠藥草香》     | 馬國安                          | 上海辛迪加影視有限公司                                                                        |
| 2013年 | 《海上孟府》           | 九公                            |                                                                                               |
| 2014年 | 《十里香大酒坊》       | 汪天浩                          | 武厚文化發展有限公司，電影又名 《大酒商》                                                     |
| 2015年 | 《港媳嫁到》           | 藍嘉慧父親                      |                                                                                               |
| 2016年 | 《幸運兒》             | Freddie Lau                     | 英國天空廣播公司，客串第1集                                                                   |
| 2016年 | 《毛丫丫被婚记》       | 安查尔                          |                                                                                               |
| 2016年 | 《器灵》第一季         | 叔                              | 網絡劇，客串                                                                                  |
| 2017年 | 《雞毛飛上天》         | 盧教授                          | 客串                                                                                          |
| 2017年 | 《极光之恋》           | 李政权                          |                                                                                               |
| 2017年 | 《包青天》             | 趙喆                            |                                                                                               |
| 2018年 | 《利刃出擊》           | 严德昌                          |                                                                                               |
| 2018年 | 《幸福巧克力》         | 段豪                            |                                                                                               |
| 2018年 | 《幸福，我们在路上》   | 王子莫的父亲                    | 又名《菜鸟来袭》                                                                              |
| 2018年 | 《猎毒人》             | 豪叔                            |                                                                                               |
| 2018年 | 《斗破苍穹》           | 云山                            |                                                                                               |
| 2018年 | 《陌路追》             | Xiaodong Xo                     | 英國電視台ITV電視劇，劇集名稱在英國以外發行定名為《White Dragon》，香港由ViuTVsix於2020年播出 |
| 2018年 | 《花漾天海》           | 張大火                          | 客串                                                                                          |
| 2018年 | 《古董局中局》         | 黄克武                          | 客串，網絡劇                                                                                  |
| 2019年 | 《築夢情緣》           | 章炳坤                          |                                                                                               |
| 2019年 | 《異域檔案之暹羅密碼》 | 鄧建國                          | 網絡劇                                                                                        |
| 2020年 | 《蓬莱间》             | 海明谦                          | 客串，網絡劇                                                                                  |
| 2020年 | 《烈火战马》           | 趙八爺                          |                                                                                               |
| 2021年 | 《美发奇缘》           | 苏霄海                          | 原名ː剪愛美髮情緣，2011年拍攝                                                                 |
| 2021年 | 《刑警之海外行动》     | 郭先生                          |                                                                                               |
| 2021年 | 《布局》               | 賀先生                          | 網絡劇，2017年拍攝                                                                            |
| 2022年 | 《一生何求》           | 江萬年                          | 2012年拍攝                                                                                    |
| 待播   | 《女兵突击》           | 薩斯                            |                                                                                               |
| 待播   | 《爆米花》             |                                 |                                                                                               |
| 待播   | 《客家人之寻梦远方》   |                                 |                                                                                               |

### 舞台劇
| 年份   | 剧名             | 角色   | 备注               |
| ------ | ---------------- | ------ | ------------------ |
| 1993年 | 《他人的錢》     | 賈非格 | 香港話劇團         |
| 2002年 | 《永遠的微笑》   | 季韋   | 於台北賴聲川工作坊 |
| 2005年 | 《印象·蘇絲黃 》 | 畫家   | 6月於上海          |
| 2006年 | 《德齡與慈禧》   | 榮祿   | 11月至12月於香港   |

### 綜藝節目
| 年份        | 名字                    | 電視台   | 备注                 |
| ----------- | ----------------------- | -------- | -------------------- |
| 1991-1992年 | 歡樂今宵                | 無綫電視 | 主持                 |
| 1991年      | 猛料差館                | 無綫電視 | 主持                 |
| 1997年      | 公益開心果              | 無綫電視 | 嘉賓                 |
| 2014年      | 中國版《花樣爺爺》      | 東方衛視 | 參與真人秀第一季拍攝 |
| 2015年      | 4個小生去旅行           | 無綫電視 | 主持                 |
| 2017年      | 最佳拍檔_(無綫電視節目) | 無綫電視 | 嘉賓                 |

## 廣告
- 1970年：維他奶
- 1976年：美源髮采
- 1988年：鹿牌琿春鹿尾羓酒
- 2006年：澳洲骨樂靈（與鄭佩佩）
- 2013年： 染髮霜
- 2015年：麥當勞
- 2016年：PlayStation VR（與周柏豪、徐錦江、盛智文、達哥、杜小喬、孫慧雪、歐陽偉豪、鄭希怡、侯煥玲、張松枝）
- 2017年：蘇寧電器
- 2018年：雀巢咖啡 淡黑
- 2019年： 染髮霜（與方中信）
- 2021年：Deliveroo（與邱士縉）

## 獎項
| 年份   | 頒發單位               | 獎項                     | 作品           | 結果 |
| ------ | ---------------------- | ------------------------ | -------------- | ---- |
| 1969年 | 華僑晚報十大明星選舉   | 粵語十大影劇明星         | 不適用         | 獲獎 |
| 1970年 | 華僑晚報十大明星選舉   | 粵語十大影劇明星         | 獲獎           |      |
| 2007年 | 香港電台及香港戲劇協會 | 最佳男配角（悲劇/正劇）  | 《德齡與慈禧》 | 獲獎 |
| 2011年 | 明報周刊演藝動力大獎   | 最突出男演員             | 《竊聽風雲2》  | 獲獎 |
| 2012年 | 第31屆香港電影金像獎   | 最佳男配角               | 《竊聽風雲2》  | 提名 |
| 2014年 | 第13届华鼎奖           | 全国观众最喜爱的影视明星 | 不適用         | 獲獎 |
| 2015年 | 第34屆香港電影金像獎   | 最佳男配角               | 《竊聽風雲3》  | 獲獎 |

## 外部連結
- 曾江的新浪微博
- 曾江在互联网电影资料库（IMDb）上的資料（英文）
- 在AllMovie上曾江的頁面（英文）
- 曾江在香港影庫上的簡介
- 曾江在豆瓣上的资料（简体中文）
- 曾江在时光网上的簡介（简体中文）